# Маркус, Джойс
Джойс Маркус (Joyce Marcus; род. 1948) — американский археолог и антрополог. Специалист по древним цивилизациям Нового Света, в особенности по майя, сапотекам и прибрежной области Анд.
Доктор философии (1974), заслуженный профессор Мичиганского университета, где трудится с 1985 года. Член НАН США (1997) и Американского философского общества (2008).
Окончила Гарвард (магистр, 1971). Там же в 1974 году получила степень доктора философии по антропологии.
Член Американской академии искусств и наук (1997).
Член редколлегии PNAS. 
Проводила полевые исследования в Неваде, Калифорнии, Мексике, Гватемале, Перу.
Отмечена Henry Russel Award Мичиганского университета (1979), Literature, Science & Arts Excellence in Research Award (1995), Distinguished Faculty Achievement Award Мичиганского университета (2007), Cotsen Book Prize (2008), Shanghai Award (2013), Mentor Recognition Award Калифорнийского университета в Сан-Диего.
Автор «The Inscriptions of Calakmul», книги «The Creation of Inequality: How our Prehistoric Ancestors Set the Stage for Monarchy, Slavery, and Empire» (Harvard University Press, 2012; совместно с Кентом Флэннери). Также автор книги «Mesoamerican Writing Systems: Propaganda, Myth, and History in Four Ancient Civilizations» (Princeton, 1992), удостоившейся почётного упоминания Latin American Studies Association в 1994 году, и многих других публикаций. Соредактор (совм. с Гэри Фейнманом) Archaic States (School of American Research Press, 1998).